# Leviathan/Xasthur
Leviathan/Xasthur — спліт-альбом блек-метал гуртів Leviathan та Xasthur, виданий лейблом Profound Lore Records на вінилі у 2004 р. Треки 1-7 виконав Xasthur, 8-10 — Leviathan. Барабани на «Instrumental»: Wrest. 
2021 року частину Xasthur видано як Ominous Fates. Обкладинка відрізняється від оригінальної лише написами.

## Список пісень
| #   | Назва                                                             | Тривалість |
| --- | ----------------------------------------------------------------- | ---------- |
| 1.  | «The Eerie Bliss and Torture (of Solitude)»                       | 4:47       |
| 2.  | «Keeper of Sharpened Blades (and Ominous Fates)»                  | 5:07       |
| 3.  | «Conjuration of Terror»                                           | 7:23       |
| 4.  | «Instrumental»                                                    | 3:39       |
| 5.  | «Achieve Emptiness*»                                              | 2:53       |
| 6.  | «Telepathic with the Deceased» (rehearsal 11/04*)                 | 6:02       |
| 7.  | «Palace of Frost» (кавер-версія Katatonia*)                       | 4:06       |
| 8.  | «Unfailing Fall into Naught»                                      | 10:41      |
| 9.  | «The Remotest Cipher (Beside the Last Breath Banished)»           | 8:23       |
| 10. | «Where the Winter Beats Incessant» (кавер-версія Judas Iscariot*) | 11:56      |

Примітки
- * бонус-треки перевидання 2005 р. на CD.[4]